# Kalmar flygflottilj
Kalmar flygflottilj (F 12) eller F 12 Kalmar var en flygflottilj inom svenska flygvapnet som verkade i olika former åren 1942–1980. Förbandsledningen var förlagd i Kalmar garnison vid Kalmar flygplats.

## Historik
När ÖB Olof Thörnell lade fram sin femårsplan den 8 oktober 1940, föreslog han uppsättande av ytterligare fem flottiljer, utöver de tidigare tio, för att stärka det svenska försvaret. Femårsplanen sträckte sig över perioden 1 juli 1941–30 juni 1946. De nya flottiljerna skulle bestå av en spaningsflottilj, två jaktflottiljer och två bombflottiljer. De två bombflottiljer skulle bestå av F 12 i Kalmar och F 14 i Halmstad. Riksdagen fattade beslut etappvis enligt detta förslag under åren 1940–1942. År 1941 beslöt Sveriges riksdag att tre nya flygflottiljer skulle sättas upp, däribland F 12. För F 12 kom riksdagens beslut 1941 i samband med vårriksdagen, där det fastslogs att flottiljen skulle sättas upp den 1 juli 1942 i Kalmar.
Den 1 juli 1942 inleddes verksamheten officiellt vid flottiljen med Ragnar Carlgren som första flottiljchef. Flottiljen som organiserade som lätt bombflottilj beväpnades med 54 flygplansindivider B 17C, vilka levererades mellan mars och september 1943. Från och med mars 1944 kunde flottiljen mobilisera tre flygdivisioner beväpnade med denna typ. Från 1942 inordnades flottiljen i Första flygeskadern (E 1). Efter krigsåren var tanken att det svenska försvaret skulle nedrustas, men Pragkuppen fick den svenska riksdagen att rösta igenom försvarsbeslutet 1948 där bland annat jaktflyget inom Flygvapnet skulle öka med 50 procent. Bombflottiljen kom dock med start redan 1947 att omorganiseras till en jaktflottilj.
Mot bakgrund av att flottiljen omorganiserades till jaktflottilj, kom den 1948 att föras över till Andra flygeskadern (E 2) - jakteskadern. Flottiljen omskolades även till det svenskkonstruerade flygplanet J 21A vilket man flög med fram till 1952, då flottiljen tog steget in i jetåldern med J 29A Tunnan. Den första individen levererades den 17 oktober 1952 och hade serienummer 29200. Totalt levererades 46 flygplansindivider av J 29A till flottiljen, vilka var i tjänst vid flottiljen fram till 1959. Den 8 september 1953 besökte en flygdivision ur flottiljen det danska flygvapnet. Besöket i Danmark blev premiären för Tunnan utomlands, då det var första gången som det visades utomlands.
År 1957 avvecklades samtliga flygbasområden och ersattes av elva luftförsvarssektorer. För F 12:s del medförde det att man fick ett huvudansvar för luftförsvarssektor S2 med tillhörande luftförsvarscentral "LFC Vargen" i Torskors. Med sektoransvaret blev flottiljen en så kallad sektorflottilj; en benämning som påvisade att en flottilj hade ett huvudansvar för en luftförsvarssektor.
År 1958 beslöts att flottiljen skulle övergå från dagjakt till allvädersjakt. Hösten 1958 påbörjades omskolningen av 121. jaktflygdivisionen till J 32B Lansen, populärt kallad för Lansen Sport. Hösten 1959 var alla tre flygdivisionerna omskolade, något som medförde en stor omställning med mängder av utbildning för personalen vid flottiljen. Den 24 augusti 1960 omkom två värnpliktiga i samband med att vådaskott avlossades från ett bogserat J 32B Lansen.
Inför försvarsbeslutet 1958 föreslog regeringen för riksdagen att två flygflottiljer skulle avvecklas på grund av minskade anslag till flygvapnet, eller rättare sagt en reducering av krigsorganisationen. Målet var att skapa ett ekonomiskt utrymme för modernisering av de kvarvarande delarna av flygvapnet, bland annat genom införandet av flygplanen Saab 32 Lansen och Saab 35 Draken. Det innebar en satsning på kvalitet framför kvantitet, något som hela försvaret genomgick vid denna tidpunkt. De två flygflottiljer som föreslogs att avvecklas var Svea flygflottilj (F 8) och Hallands flygflottilj (F 14). Den föreslagna reduktionen av flygvapnet skulle dock gå ut över jaktflyget. Hur flygvapnets freds- och krigsorganisation skulle utformas skulle vidareutredas för att utgöra underlag för en proposition till 1959 års riksdag. I december 1958 antog riksdagen propositionen, vilken för flygvapnet enbart beslutade att Svea flygflottilj (F 8) och Hallands flygflottilj (F 14) skulle avvecklas. Förutom att två flygflottiljer avvecklades, innebar beslutet för flygvapnets del att även antalet flygdivisioner reducerades. Inför 1959 års riksdag föreslog regeringen för riksdagen, efter förslag från chefen för flygvapnet, om en förstärkt beredskap i övre Norrland. Flygvapenchefen föreslog att en jaktflygdivision skulle överföras från Kalmar flygflottilj (F 12) till Norrbottens flygbaskår (F 21). Den jaktflygdivision vid Kalmar flygflottilj (F 12) som överfördes till Norrbottens flygbaskår (F 21), var 121. jaktflygdivisionen (Ludvig Röd) tillsammans med ett flygbaskompani. Den 1 oktober 1961 överlämnade chefen för F 12, överste Thomas Stålhandske sin flygdivision Ludvig Röd, till chefen F 21 överste Bengt Bellander, som tog emot den som 212. jaktflygdivisionen (Urban Blå).
Från den 1 oktober 1961 bestod Kalmar flygflottilj av två jaktflygdivisioner, 122. jaktflygdivisionen och 123:a jaktflygdivisionen. Efter att flottiljen endast hade två flygdivisioner, kompenserades flottiljen med att Flygvapnets väderskola (VädS), vilken omlokaliserades under 1962 från Roslagens flygkår (F 2). Vidare tillfördes flottiljen under 1965 en robot 68-division. Robotdivision bestod av två robotgrupper, vilka verkade oberoende av varandra. Grupperna hade fast krigsgrupperingsplatser som de verkade ifrån inom ett visst geografiskt område. Robotdivisionen var dock endast aktiv fram till 1974, då systemet började avvecklas inom Flygvapnet och återfördes till Storbritannien. Det sista robotförbandet inom Flygvapnet upplöstes 1978.
I augusti 1965 fick flottiljen besök av en grupp Hawker Hunter från Schweiz vars syfte var att öva skjutning över internationellt vatten. Det schweiziska besöket var första gången utländskt militärflyg opererade från svenskt territorium.
År 1968 börjades flottiljen tillföras J 35F Draken. Först ut vid flottiljen var 122. jaktflygdivisionen, vilka den 1 juni 1968 påbörjade sin TIS:Ä. TIS:Ä är en något förkortad utbildning av flygförare som tidigare genomfört Typinflygningsskede (TIS). I samband med att GFSU:Ä (förkortad utbildning av förare som tidigare genomfört Grundläggande flygslagsutbildning) påbörjades den 21 oktober 1968, namnändrades 122. jaktflygdivisionen till 121. jaktflygdivisionen. Ungefär vid samma tidpunkt påbörjades andra omskolningsomgången för 123. jaktflygdivisionen, som då blev då 122. jaktflygdivisionen vid F 12. Från 1969 bestod flottiljen av två jaktflygdivisioner, 121. jaktflygdivisionen och 122:a jaktflygdivisionen.
I Regeringen Palmes proposition 1975:75 föreslogs en avveckling av två flottiljadministrationer, Södermanlands flygflottilj (F 11) i Nyköping och Kalmar flygflottilj (F 12). Inför propositionen hade en avvägning gjorts att istället avveckla Blekinge flygflottilj (F 17), till förmån för F 12. Dock så menade Försvarets fredsorganisationsutredning (FFU) att en nedläggning av F 17 skulle drabba betydligt fler anställda än en avveckling av F 12. Detta på grund av att F 12 fram till 1982 hade fler pensionsavgångar. Dessutom ansåg FFU att F 17 var en bra balans mot F 10 i Ängelholm. I händelse om att F 10 skulle behöva avvecklas, och verksamhet flyttas till annan flottilj. Så ansåg FFU att den flottiljen borde ligga så nära som möjligt till Ängelholm. FFU menade, att om Flygvapnets fredsorganisation inom Södra militärområdet skulle ledas från Kalmar, så skulle en olycklig obalans uppkomma. FFU föreslog vidare att det sektoransvar som åvilade på F 12, skulle överföras till F 17, samt att flygfältet i Kalmar bibehålls som krigsflygfält. Gällande Väderskolan vid flottiljen föreslog FFU att Chefen för flygvapnet skulle besluta om framtida lokaliseringen. Dock föreslog Ronnebys kommun att omlokalisera skolan till F 17 i Ronneby, i syfte att bibehålla skolans lokalisering till sydöstra Sverige.
Våren 1975 antog riksdagen regeringens proposition, om att F 11 och F 12 skulle avvecklas budgetåret 1979/1980. Genom försvarsbeslutet 1977 cementerades beslutet om avveckling ytterligare, detta då försvarsmakten fram till 1982 skulle reduceras med 2.500 anställda av de då 46.000 anställda. Flottiljen sysselsatte då 370 personer och cirka 400 värnpliktiga.
Avvecklingen började budgetåret 1974/1975 och avslutades budgetåret 1979/1980. Innan flygverksamheten upphörde, gjordes ett besök i Sovjetunionen 1978. Åtta J 35F Draken gjorde ett tre dagars besök i Moskva, efter en flygrutt från Kalmar via Rumbula och Vitebsk till Moskva. Den sista flygningen vid F 12 genomfördes den 28 september 1979, vilken 122.jaktflygdivisionen (Ludvig Blå) stod för, och den sista flygplansindividen "Ludvig 62" landade klockan 14:35. Den 30 juni 1980 halade flottiljen den svenska fanan för sista gången och flottiljen med dess två kvarvarande divisioner hade avvecklats. Flottiljens traditioner kom att föras vidare av Blekinge flygflottilj (F 17). Från den 1 juli 1980 övergick kvarvarande verksamhet inom flottiljområdet till F 17K, ett detachement till Blekinge flygflottilj. Kvar i Kalmar fanns flygverkstaden och Väderskolan. I samband med försvarsbeslutet 1982 överfördes Väderskolan från den 1 januari 1983 till Krigsflygskolan (F 5), samt flygverkstaden i Kalmar och annan kvarvarande verksamhet på flottiljområdet avvecklades i sin helhet.

### Viktigare årtal
Nedan redovisas årtal som påverkat flottiljens verksamhet.
- 1942: Kalmar flygflottilj sätts upp den 1 juli som en bombflottilj.
- 1943: Flottiljen tillförs en musikkår.
- 1947: Flottiljen omorganiseras till jaktflottilj.
- 1957: Flottiljens öppnar en av sina banor för civiltrafik.
- 1957: Flottiljen blir sektorflottilj för sektor S2.
- 1957: Flottiljens musikkår avvecklas.
- 1960: Två värnpliktiga omkommer den 24 augusti efter vådaskott från en J 32B.
- 1962: 121. jaktflygdivisionen Ludvig Röd överförs til F 21.
- 1963: Flottiljen tillfördes Flygvapnets väderskola (VädS) från F 2.
- 1965: Flottiljen tillförs en robot 68-division.
- 1968: 122. jaktflygdivisionen namnändras till 121. jaktflygdivisionen.
- 1968: 123. jaktflygdivisionen namnändras till 122. jaktflygdivisionen.
- 1974: Robotdivisionen avvecklas.
- 1975: Riksdagen beslutar i maj om att flottiljen ska avvecklas.
- 1977: Riksdagen klubbar igenom försvarsbeslutet 1977.
- 1978: Flottiljen gör ett tre dagars besök i Moskva.
- 1978: Sektoransvaret överförs till F 17.
- 1979: Den 16 september genomförs det sista flyguppdraget vid flottiljen.
- 1979: Den 28 september genomförs den sista flygningen vid flottiljen.
- 1980: Flottiljen avvecklas den 30 juni.
- 1980: Kvarvarande verksamhet inordnas den 1 juli som ett detachement till F 17.
- 1982: Flygvapnets väderskola (VädS) överförs officiellt den 31 december till F 5.
- 1990: Kalmar regemente (Fo 18) organiseras och förläggs i den före detta robotkasernen.
- 1997: Kalmar regemente avvecklas genom försvarsbeslutet 1996.

## Ingående enheter
| Beteckning | Namn                     | Aktiv              | Anmärkning                                 |
| ---------- | ------------------------ | ------------------ | ------------------------------------------ |
| Ludvig Röd | 121. jaktflygdivisionen  | 1943–19611968–1979 | Överförd till F 21 1961.Upplöst 1979.      |
| Ludvig Blå | 122. jaktflygdivisionen  | 1943–19681968–1979 | Namnändrad 1968 till 1. div.Upplöst 1979.  |
| Ludvig Gul | 123. jaktflygdivisionen  | 1943–1968          | Namnändrad 1968 till 2. div.               |
| PARS       | Flygvapnets PAR-skola    | 1961–1979          | Omlokaliserades 1979 till Ljungbyhed       |
| S2         | Luftförsvarssektor S2    | 1957–1978          | Sektorsansvaret överfördes 1978 till F 17. |
| VÄDS       | Flygvapnets väderskola   | 1962–1980          | Omlokaliserades 1983 till Ljungbyhed       |
| Lvrbdiv    | Luftvärnsrobotdivisionen | 1965–1974          | Upplöst 1974.                              |

### 121.jaktflygdivisionen
121. jaktflygdivisionen eller Ludvig Röd var 1. divisionen vid flottiljen och bildades åren 1942–1943 som en lätt bombflygdivision. Flygdivisionen beväpnades med C-versionen av det svensktillverkade flygplanet Saab 17, som i Flygvapnet benämndes B 17. Flygdivisionen ombildas 1947 tillsammans med övriga flygdivisioner till jaktflygdivisioner och beväpnades med J 21. År 1953 ersattes den av J 29A Tunnan. Hösten 1958 blev flygdivisionen först vid flottiljen med att omskolas till J 32B Lansen. I början av 1960-talet, överfördes flygdivisionen tillsammans med ett baskompani till Norrbottens flygbaskår (F 21). Överlämningen av flygdivisionen skedde officiellt den 1 oktober 1961, då chefen för F 12, överste Thomas Stålhandske lämnade över divisionen till chefen F 21 överste Bengt Bellander. Vid F 21 blev flygdivisionen flottiljen 212. jaktflygdivisionen (Urban Blå).

### 122.jaktflygdivisionen
122. jaktflygdivisionen eller Ludvig Blå var 2. divisionen vid flottiljen och bildades åren 1942–1943 som en lätt bombflygdivision. Flygdivisionen beväpnades med C-versionen av det svensktillverkade flygplanet Saab 17, som i Flygvapnet benämndes B 17. Flygdivisionen ombildas 1947 tillsammans med övriga divisioner vid flottiljen till jaktflygdivisioner och beväpnades med J 21. År 1953 ersattes det av J 29A Tunnan. Hösten 1958 omskolades systerdivisionen Ludvig Röd till J 32B Lansen. Hösten 1959 var alla tre flygdivisionerna försedda med J 32B. Den 1 juni 1968 påbörjade divisionen sin TIS:Ä, för Typinflygningsskede på J 35F Draken. TIS:Ä är en något förkortad utbildning av flygförare som tidigare genomfört Typinflygningsskede (TIS) på annat flygsystem. I samband med att flygdivisionen påbörjade sin GFSU:Ä (en förkortad utbildning av förare som tidigare genomfört Grundläggande flygslagsutbildning) den 21 oktober 1968, namnändrades 122. jaktflygdivisionen till 121. jaktflygdivisionen.

### 123.jaktflygdivisionen
123. jaktflygdivisionen eller Ludvig Gul var 3. divisionen vid flottiljen och bildades åren 1942–1943 som en lätt bombflygdivision. Flygdivisionen beväpnades med C-versionen av det svensktillverkade flygplanet Saab 17, som i Flygvapnet benämndes B 17. Flygdivisionen ombildas 1947 tillsammans med övriga divisioner vid flottiljen till jaktflygdivisioner och beväpnades med J 21. År 1953 ersattes det av J 29A Tunnan. Hösten 1958 ombeväpnades systerdivisionen Ludvig Röd till J 32B Lansen. Hösten 1959 var alla tre divisionerna försedda med J 32B. Hösten 1968 påbörjades den andra omskolningsomgången till J 35F, då det var Ludvig Guls tur för ombeväpning. När omskolningen var färdig gjordes ett namnbyte även för 123. jaktflygdivisionen, som blev 122. jaktflygdivisionen.

### Flygvapnets PAR-skola
Flygvapnets PAR-skola (PARS) bildades 1961 vid F 12 i Kalmar. Skolan stod för den grundläggande utbildningen i inflygningstjänst med hjälp av landningsradar. I samband med att riksdagen beslutade om att F 12 skulle avvecklas, kom skolan att omlokaliseras till Blekinge flygflottilj (F 17) i Kallinge. Från 2006 är skolan en del av Försvarsmaktens tekniska skola (FMTS) i Halmstad.

### Flygvapnets väderskola
Flygvapnets väderskola (VÄDS) bildades 1951 vid Roslagens flygkår (F 2). År 1962 omlokaliserades skolan till Kalmar, och blev där en fackskola inom Kalmar flygflottilj (F 12). I samband med att F 12 avvecklades 1980 övergick skolan en kort tid som ett detachement till Blekinge flygflottilj (F 17). Dock beslutade riksdagen genom försvarsbeslutet 1982 att detachementet i Kalmar skulle avvecklas, medan skolan skulle omlokaliseras till Krigsflygskolan (F 5) i Ljungbyhed. När sedan Krigsflygskolan avvecklades genom försvarsbeslutet 1996, överfördes skolan till Försvarsmaktens Halmstadsskolor (F 14). I samband med att Försvarsmaktens Halmstadsskolor avvecklades 2004, inordnades skolan under från 2006 som en avdelning inom Försvarsmaktens meteorologi- och oceanograficentrum (FM METOCC) i Enköping. 

### Robotdivision

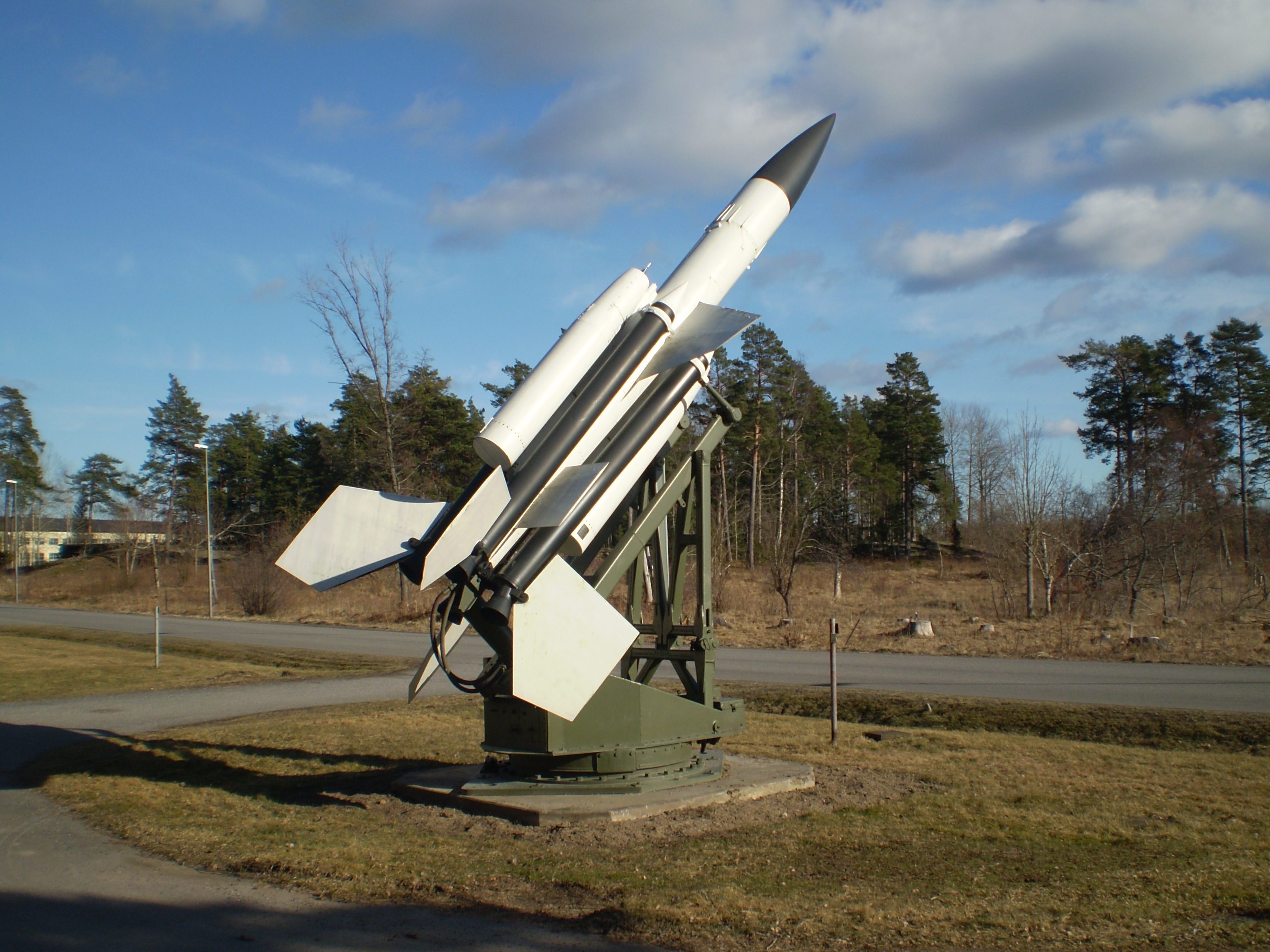
Robotsystem 68

I slutet av 1950-talet, antagligen i samband med försvarsbeslutet 1958, planerade försvaret att köpa in ett luftförsvarsrobotsystem. Som system valdes det brittiska Bloodhound Mk I, och den första roboten köptes in september 1959 och utprovades både inom Flygvapnet vid Roslagens flygkår (F 2), och inom Armén vid Roslagens luftvärnskår (Lv 3). Systemet som fick den svenska benämningen Rb 65 kom aldrig i operativ drift, utan användes enbart för utprovning. År 1961 beställdes ett nytt system, Bloodhound Mk II, vilket hade en bättre prestanda, i bland annat räckvidden. Systemet börjades levereras 1963 och fick den svenska beteckningen Luftvärnsrobotsystem 68 (Rb 68). Luftvärnsrobotsystemet placerades vid fem flottiljer, vilka tillsammans organiserade sex robotdivisioner. F 12 var en av flottiljerna som skulle sätta upp en robotdivision, vilket påbörjades provisoriskt den 27 januari 1964, och fyra år senare den 1 mars 1968 var den fullt organiserad.
Genom Luftförsvarsutredningen 1967 kom själva robotsystemet att avvecklas, och fyra divisioner bland annat den vid F 12 upplöstes den 30 juni 1974. De två divisionerna vid F 13 och F 17 omorganiserades till luftvärnsrobotbataljon lvrbbat. Dessa två bataljoner utgick under år 1978, då hela systemet återförts till Storbritannien. Som minne över Robotsystemet bevarades ett antal robotar, vilka i regel är kvarvarande Rb 65, som användes som övningsrobot i hanteringsutbildning. Dessa finns utställda vid Robotmuseet i Arboga, Norrtälje luftvärnsmuseum i Norrtälje, Ängelholms flygmuseum i Ängelholm och vid Robotförsöksplats Norrland i Vidsel.

### Sektorsansvar
Genom att fyra flygbasområdena avvecklades 1957 och ersattes den 1 oktober 1957 av elva Luftförsvarssektorer. Ledningen för en luftförsvarssektor underställdes i regel en jaktflottiljer, dee flottiljer blev tillika en sektorflottilj. Detta innebär att flottiljchefen där svarar för en luftförsvarssektor. F 12 tilldelades ansvaret för luftförsvarssektor S2. Vilken i stort sett omfattade Småland, Blekinge och Öland. Sektorn leddes ifrån luftförsvarscentralen LFC Vargen i Torskors, vilken fick sin radarinformationen från radargruppcentral Rrgc Myran. Inom sektorn fanns det personal och materiel, som var ungefär lika omfattande, som den inom flottiljområdet i Kalmar. Genom riksdagens beslut om avveckling av F 12, beslutade samtidigt att sektoransvaret skulle överföras på F 17 i Blekinge. Vilket så skedde 1978. Dock så levde sektor S2 endast fram till 1981, då den slogs samman med sektor S1 och W2, och bidade Sektor Syd. Vilken leddes ifrån F 10 i Skåne.

## Förläggningar och övningsplatser
Flottiljområdet uppfördes på Stora Törneby gård väster om Kalmar. En gård som redan 1937 hade förvärvats av Kalmar stad, vilka överlät egendomen den 4 april 1941 till Kunglig Maj:t och Kronan. I samband med att flottiljen övergick till J 2l anlades fältets första permanentbelagda rullbana, vilken var färdig att ta i bruk 1948. Den 14 april 1957 öppnades flottiljens bana 05/23 på försök för civiltrafik. Då Linjeflyg startade sin första reguljära linje, Stockholm - Kalmar. I november 1961 beslutade regeringen att flottiljflygplatser får användas för civiltrafik. Kalmar flygplats blev med det första flottiljflygplats i Sverige att även användas civilt. År 1975 utgjorde flottiljens markinnehav cirka 400 hektar. Vidare disponerades ett markstridsområde om ca 275 hektar, ungefär 30 km sydväst om Kalmar, samt en målplats på Öland som omfattade drygt 275 hektar arrenderad mark. Flottiljen hade två rullbanor, en i nordväst/sydostlig riktning (2.300 m lång) och en i nordost/sydvästlig riktning (2.000 m lång).
Efter att flottiljen avvecklades, kvarstod Väderskolan och flygverkstaden i Kalmar samt annan kvarvarande verksamhet på flottiljområdet som ett detachement till Blekinge flygflottilj. Efter att Väderskolan omlokaliserats till Krigsflygskolan avvecklades den kvarvarande verksamheten i Kalmar. Från den 1 juli 1980 övergick kvarvarande verksamhet inom flottiljområdet som detachement till Blekinge flygflottilj. Kvar i Kalmar fanns flygverkstaden och Väderskolan. I samband med försvarsbeslutet 1982 överfördes Väderskolan från den 1 januari 1983 till Krigsflygskolan (F 5), samt flygverkstaden i Kalmar och annan kvarvarande verksamhet på flottiljområdet avvecklades i sin helhet. Den 1 juli 1990 avskildes försvarsområdesstaben Fo 18 (Kalmar försvarsområde) från Kronobergs regemente (I 11) och bildade en försvarsområdesstab, som 1994 antog namnet Kalmar regemente (Fo 18). Staben förlades till den kasern som den tidigare robotdivisionen använt. Som ett resultat av försvarsbeslutet 1996 avvecklades staben som självständigt förband och uppgick den 15 december 1997 i Smålands försvarsområde (Fo 17).

## Heraldik och traditioner
Flottiljen mottog sin fana den 17 september 1944 på Barkarby flygbas. Fanan överlämnades av Kung Gustaf V. Vid avvecklingen av flottiljen överfördes fanan till Blekinge flygflottilj, som även för Kalmar flygflottiljs traditioner och minne vidare. Flottiljen antog "Kalmar flygflottiljs marsch" (Hartog) som förbandsmarschen. Dock har förbandsmarschen aldrig blivit officiellt fastställd för flygflottiljen.

### Gate guards
Kalmar flygflottilj har en så kallad gate guard. Vid flygterminalbyggnaden placerades ursprungligen en J 35F-1 Draken (35404). Denna flygplansindivid kasserades den 20 februari 1984. 1985 sattes den upp vid flygplatsen som gate guard. I december 2017 flyttades flygplanet till andra sidan vägen för att göra plats för nya parkeringsytor.

## Materiel vid förbandet
Under flottiljens 38 år kom flottiljen enbart att flyga med svenskkonstruerade flygplan från Saab.

| - 1943–1947: B 17C - 1947–1953: J 21 A/B - 1952–1958: J 29A Tunnan | - 1958–1968: J 32B Lansen - 1968–1980: J 35F Draken |

## Förbandschefer
Förbandschefen titulerades flottiljchef och hade tjänstegraden överste. Åren 1976–1978 titulerades flottiljchefen sektorflottiljchef. Sektorflottiljchefns ställföreträdare titulerades ibland även han som "flottiljchef". Dessa sistnämnda är inte upptagna i nedan förteckning.
| - 1942–1954: Ragnar Carlgren - 1954–1966: Thomas Stålhandske - 1966–1970: Gunnar Rissler | - 1970–1972: Carl-Gustaf Simmons - 1972–1980: Fritz Crona |

## Namn, beteckning och förläggningsort
| Kungl. Kalmar flygflottilj | 1942-07-01 | – | 1974-12-31 |
| Kalmar flygflottilj        | 1975-01-01 | – | 1980-06-30 |

| F 12       | 1942-07-01 | – | 1957-09-30 |
| F 12/Se S2 | 1957-10-01 | – | 1978-??-?? |
| F 12       | 1978-??-?? | – | 1980-06-30 |

| Törneby herrgård (F) | 1942-07-01 | – | 1980-06-30 |
| Kalmar flygplats (F) | 1942-07-01 | – | 1980-06-30 |

## Galleri

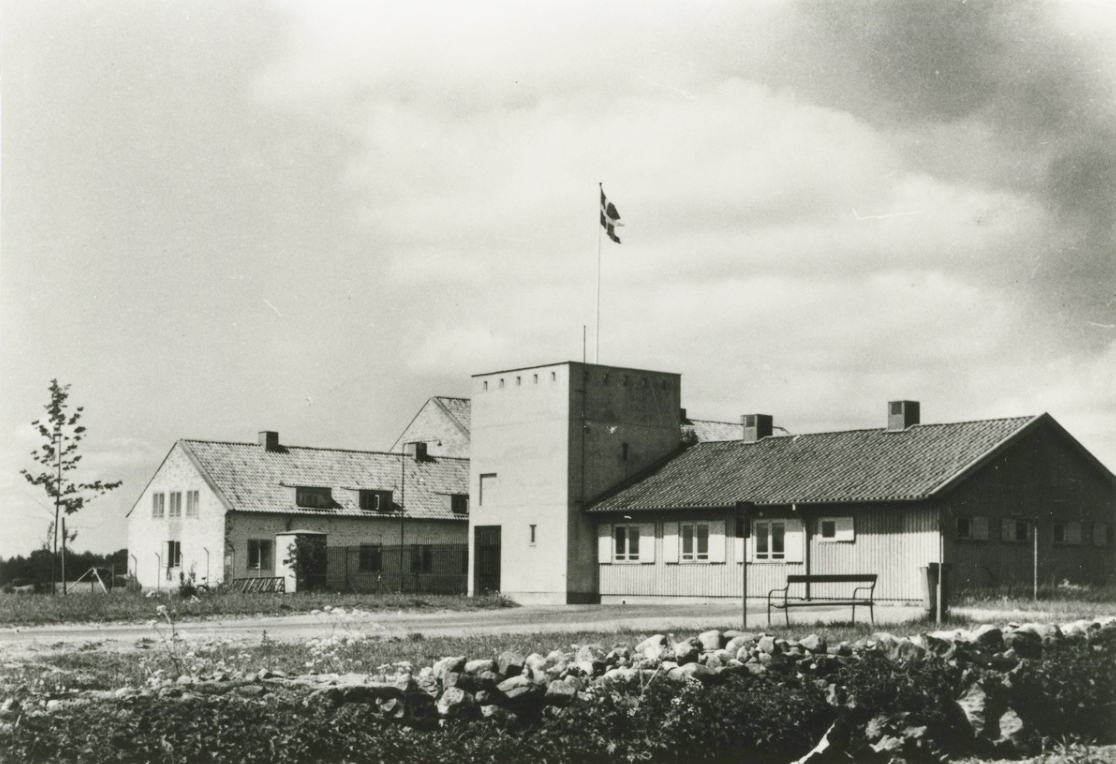
Flottiljvakten
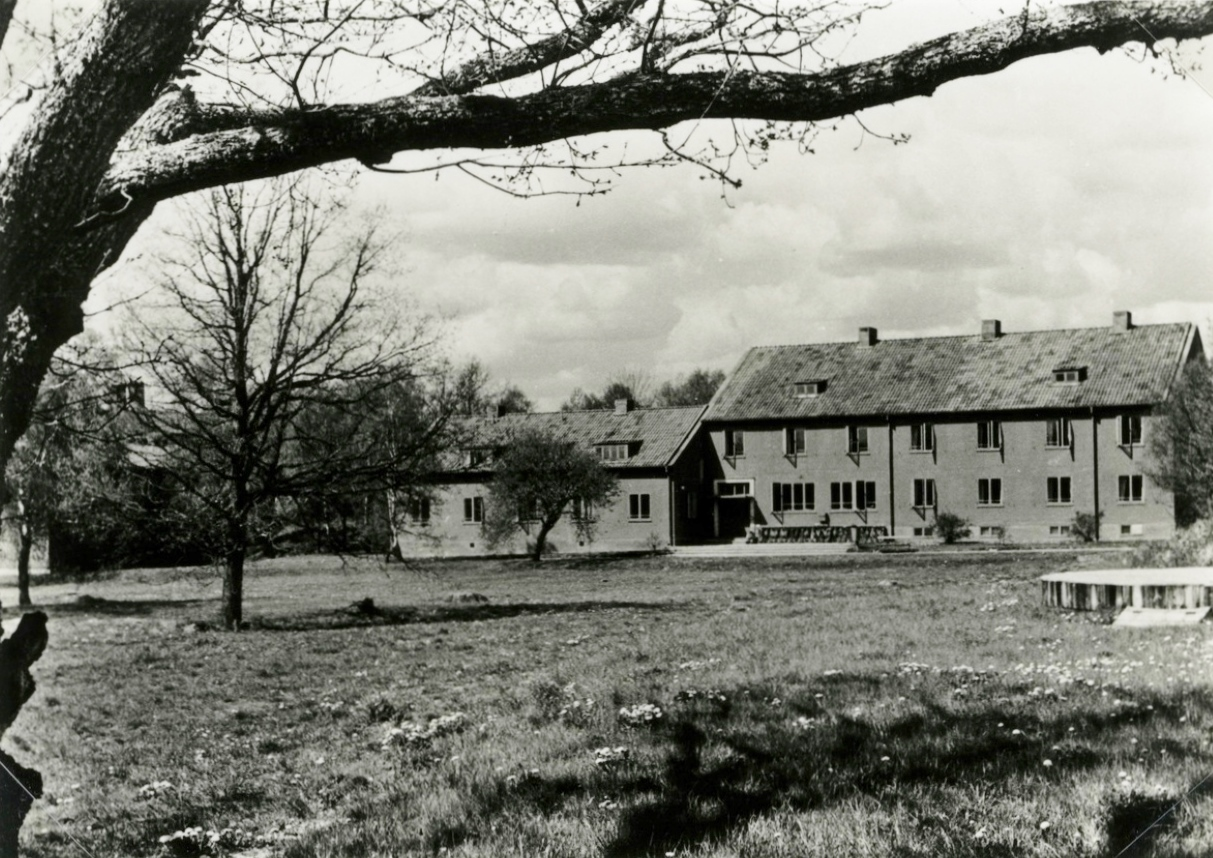
Förläggningskasern (sedermera Väderskolan)
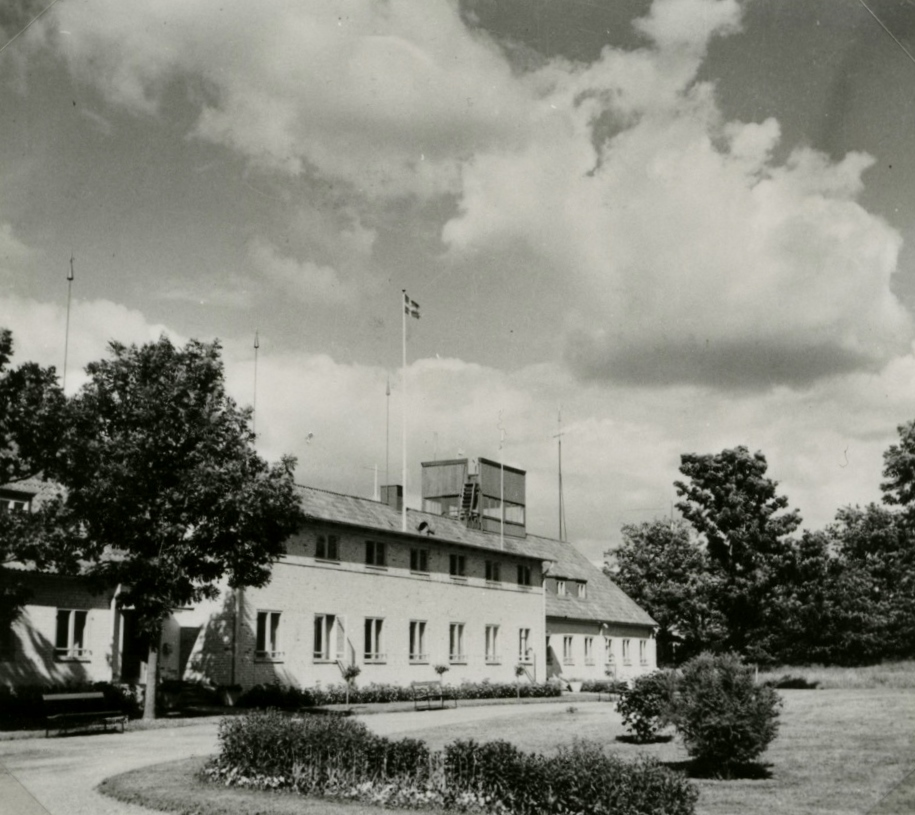
Kanslihuset
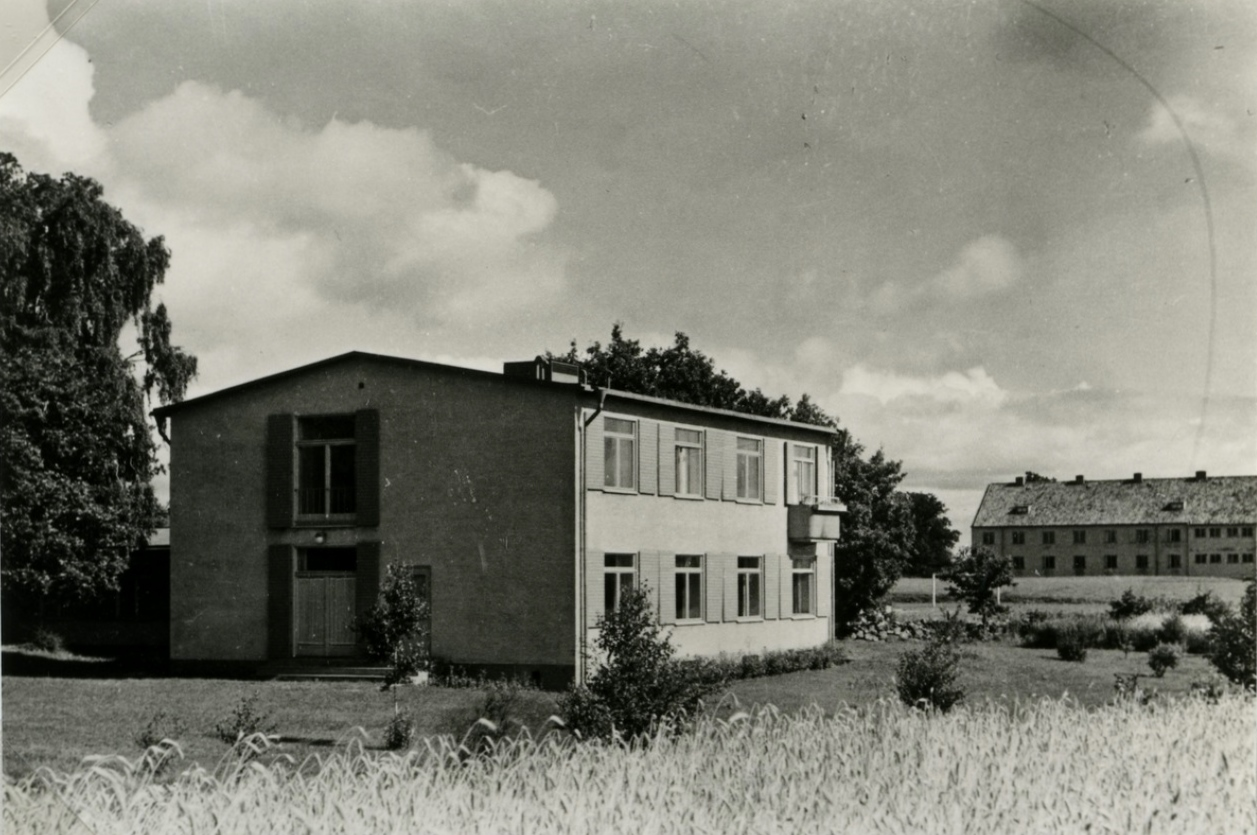
Sjukhuset
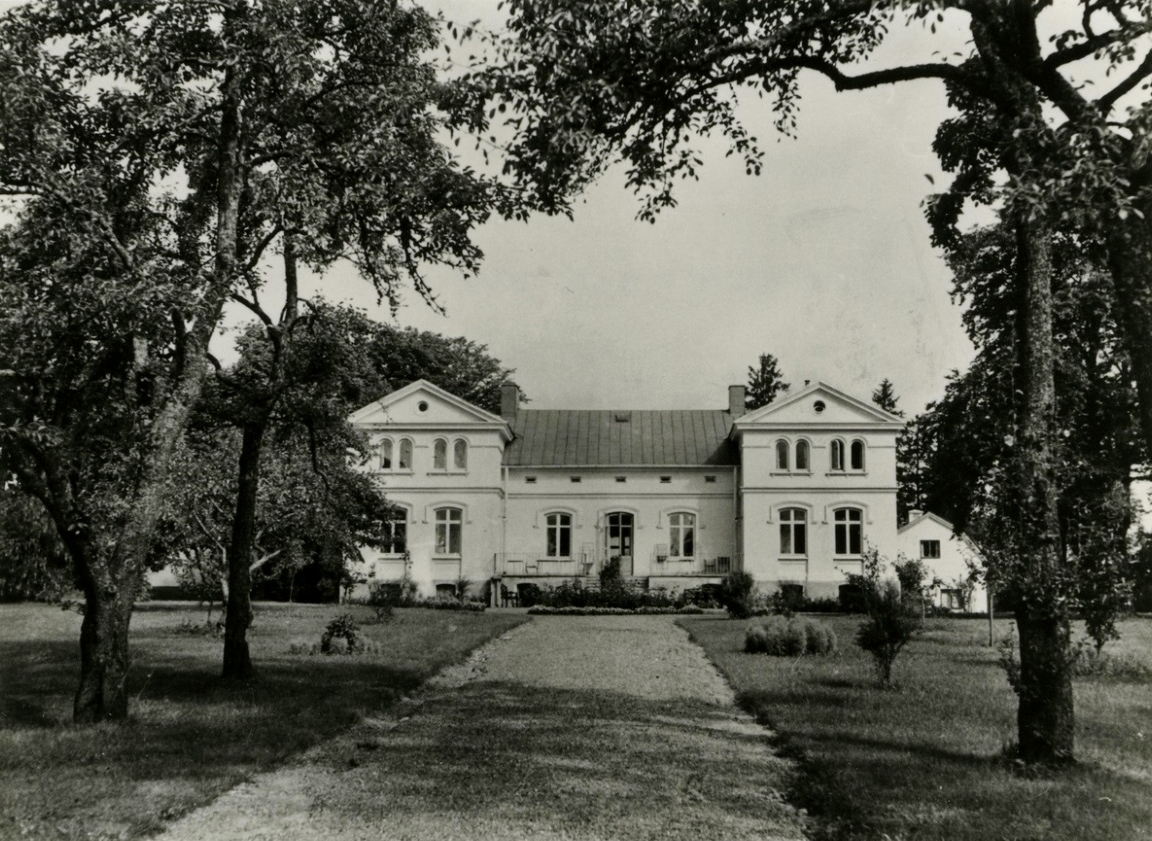
Officersmässen
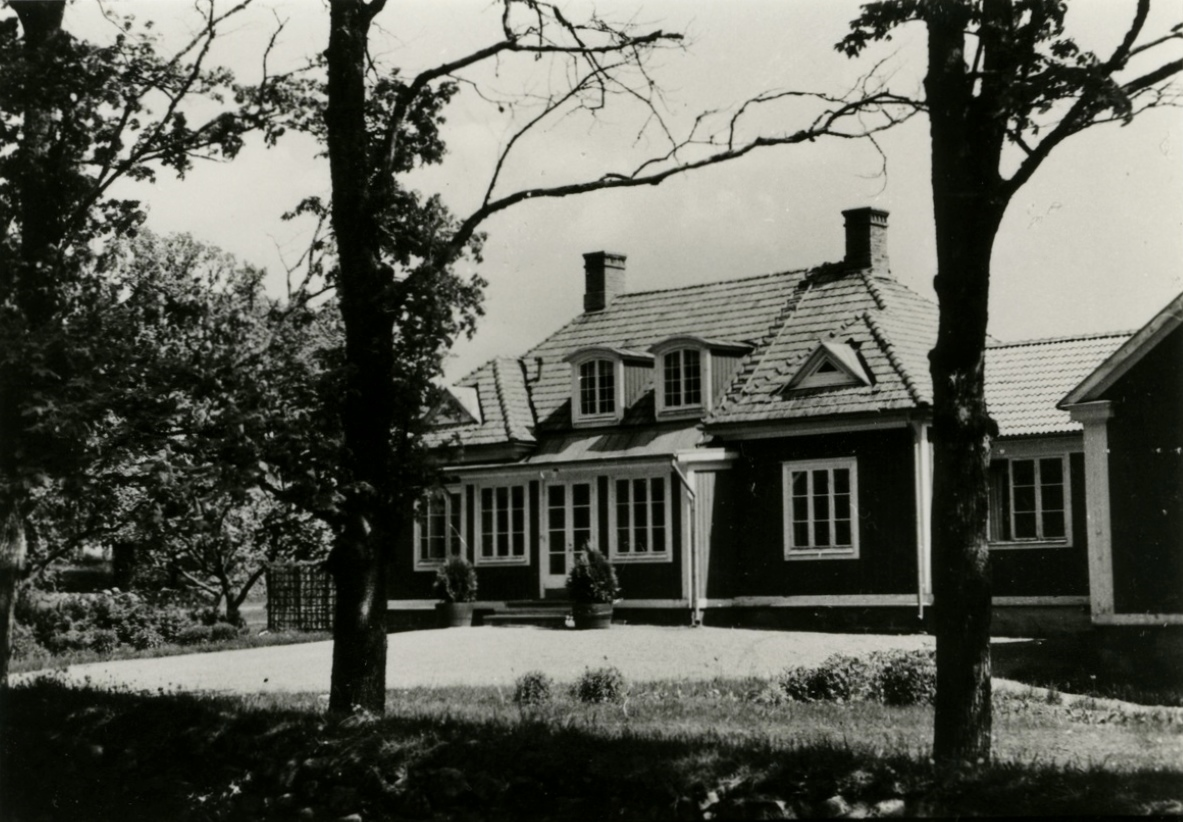
Underofficersmässen
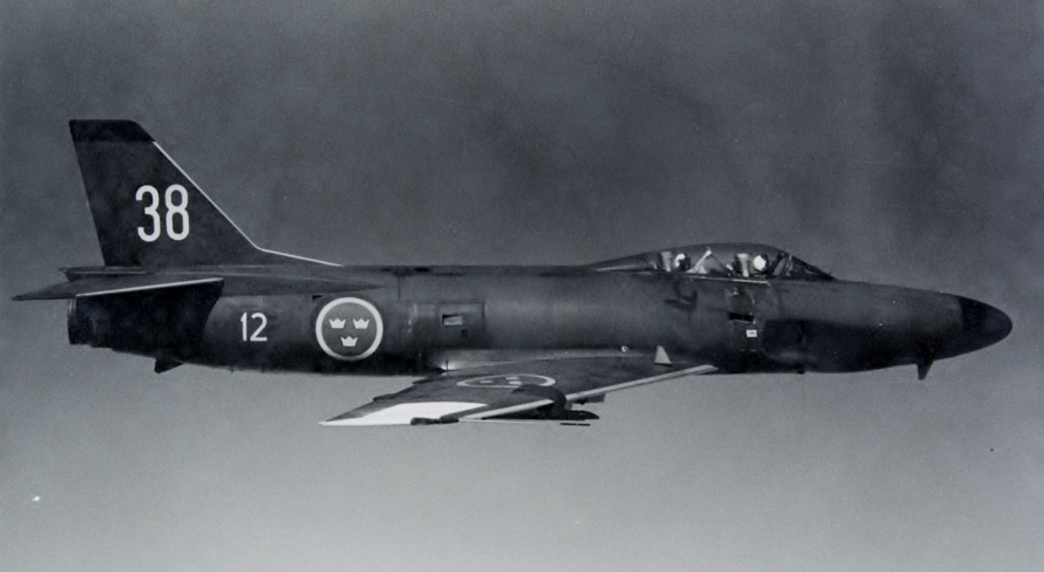
J 32B Lansen (S/N 32578).
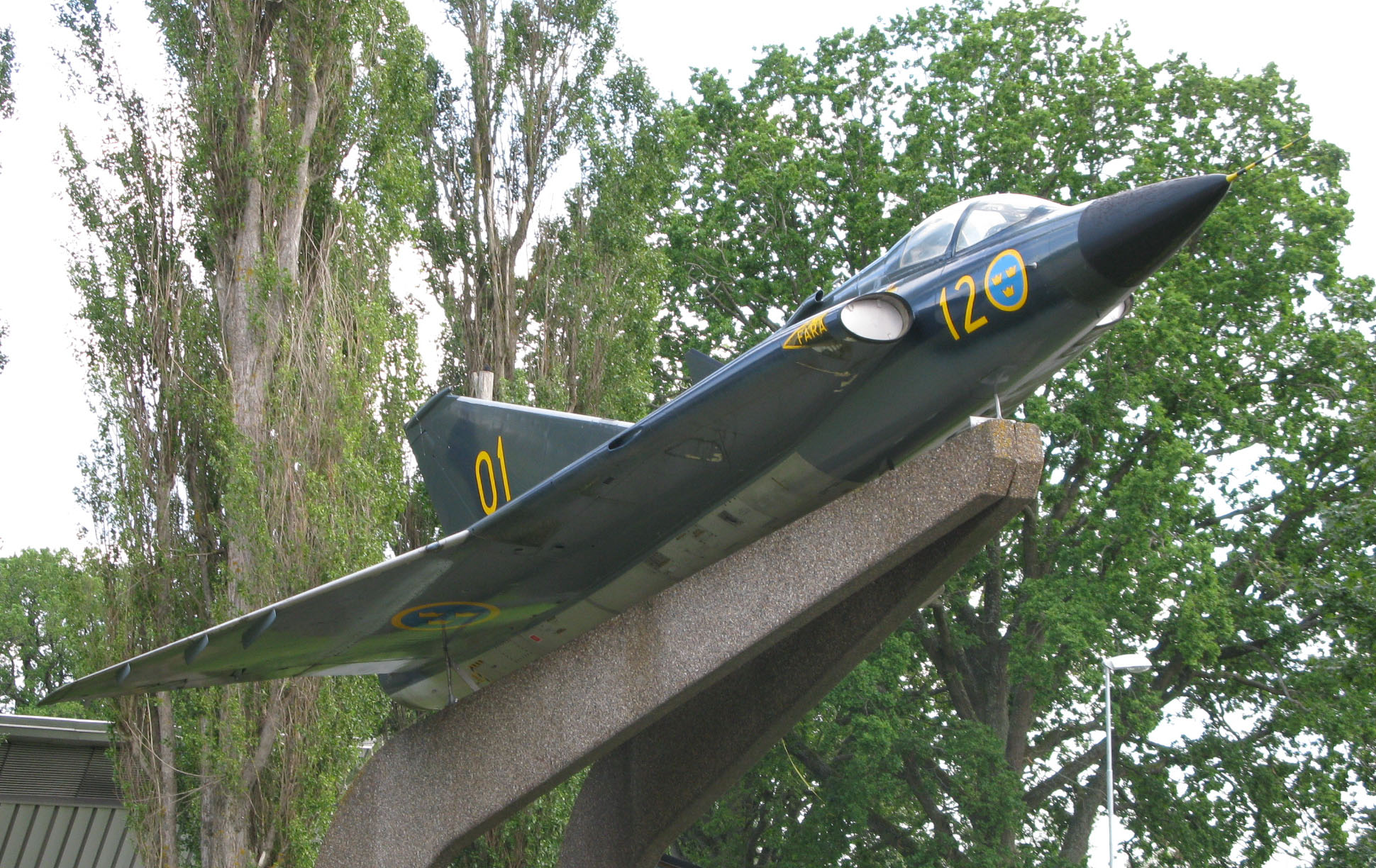
J 35F Draken (S/N 35404) som gate guard vid Kalmar flygplats.
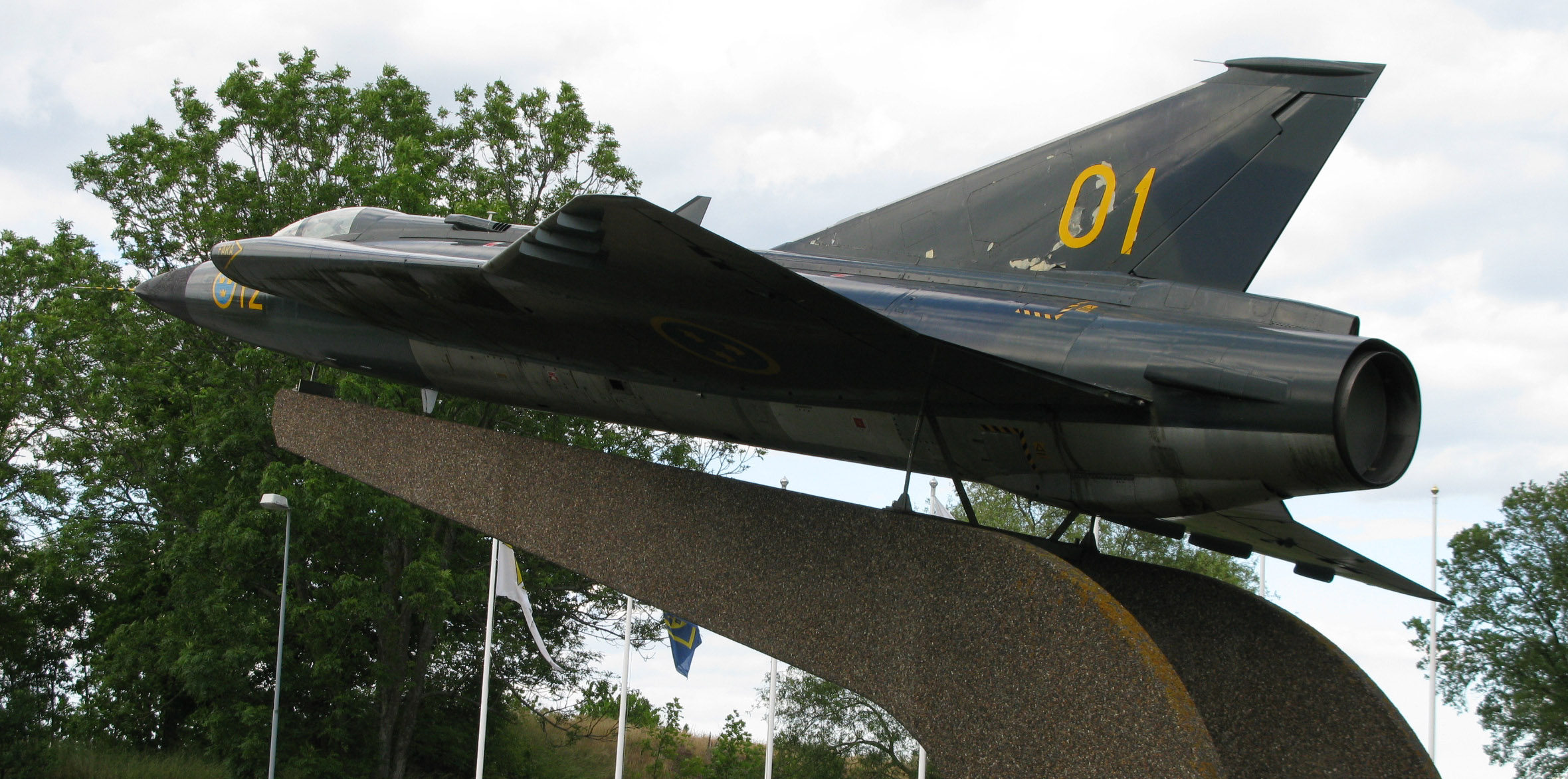
J 35F Draken (S/N 35404) som gate guard vid Kalmar flygplats.
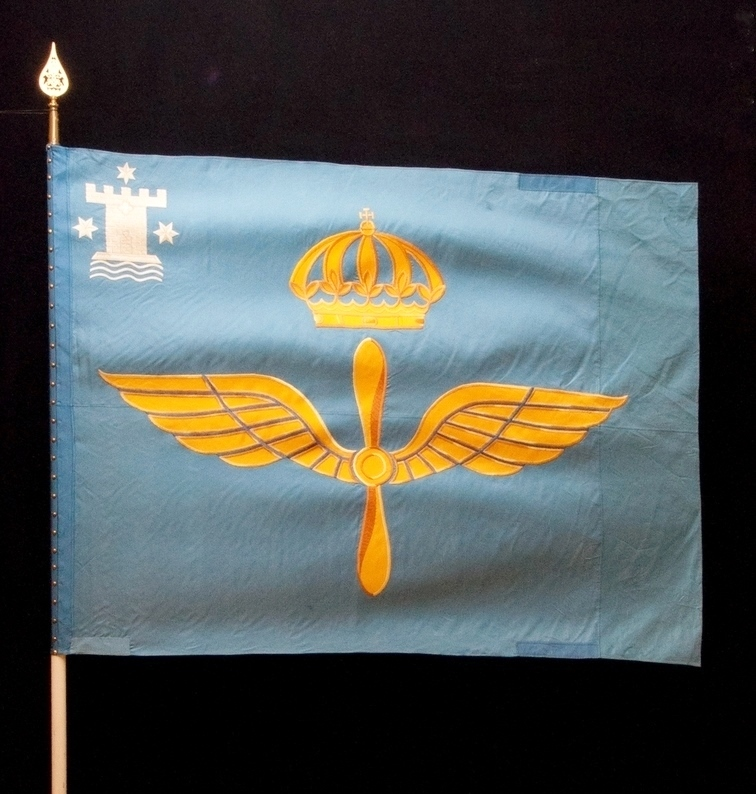
Förbandsfana för Kalmar flygflottilj